# 대동역
대동(우송대)역(Daedong(Woosong University)Station, 大洞(又松大)驛)은 대전광역시 동구 대동에 있는 대전 도시철도 1호선의 전철역이다. 인근에 우송대학교와 우송정보대학이 위치하고 있다. 시내버스로 환승하여 접근할 수 있다. 대동천 하저터널로 신흥역과 연결된다. 대동천 하저터널로 대전역과 연결된다.

## 역 정보
판암역, 지족역과 함께 대전 도시철도 1호선에서 단 셋뿐인 곡선 승강장이므로 열차와의 간격이 넓기 때문에 승, 하차시 주의하여야 한다.

## 연혁
- 2003년 7월 25일 : 대동(우송대)역으로 역명 확정[1]
- 2006년 3월 16일 : 1단계 (판암 ~ 정부청사) 구간 개통과 함께 영업 개시

## 역 구조
1면 2선의 곡선 섬식 승강장이 있는 지하역이다. 스크린도어가 설치되어 있다.

### 승강장
| 신흥 ↑  |
| 하상 \| |
| ↓ 대전  |

| 상행 | ● 대전 도시철도 1호선 | 신흥 · 판암 방면                     |
| 하행 | ● 대전 도시철도 1호선 | 대전역 · 시청 · 유성온천 · 반석 방면 |

- 승강장 번호는 없다.

## 역 주변
- 대전신흥초등학교
- 대전자양초등학교
- 한밭여자중학교
- 대전여자고등학교
- 우송중학교
- 우송고등학교
- 우송대학교(동캠퍼스, 서캠퍼스)
- 우송정보대학
- 대동펜타뷰아파트
- 휴먼시아 새들뫼아파트
- LH이스트시티(1블럭)

## 승차량 변동
| 역 노선 | 1일 평균 승차 인원 | 1일 평균 승차 인원 | 1일 평균 승차 인원 | 1일 평균 승차 인원 | 1일 평균 승차 인원 | 1일 평균 승차 인원 | 1일 평균 승차 인원 | 1일 평균 승차 인원 | 1일 평균 승차 인원 | 1일 평균 승차 인원 |
| 역 노선 | 2006년             | 2007년             | 2008년             | 2009년             | 2010년             | 2011년             | 2012년             | 2013년             | 2014년             | 2015년             |
| ------- | ------------------ | ------------------ | ------------------ | ------------------ | ------------------ | ------------------ | ------------------ | ------------------ | ------------------ | ------------------ |
| 1호선   | 2,498              | 3,536              | 4,043              | 4,684              | 5,025              | 5,732              | 5,815              | 6,028              | 6,108              | 5,793              |
| 1호선   | 2016년             | 2017년             | 2018년             | 2019년             | 2020년             |                    |                    |                    |                    |                    |
| 1호선   | 5,431              | 5,136              | 4,995              | 5,018              |                    |                    |                    |                    |                    |                    |

## 사진

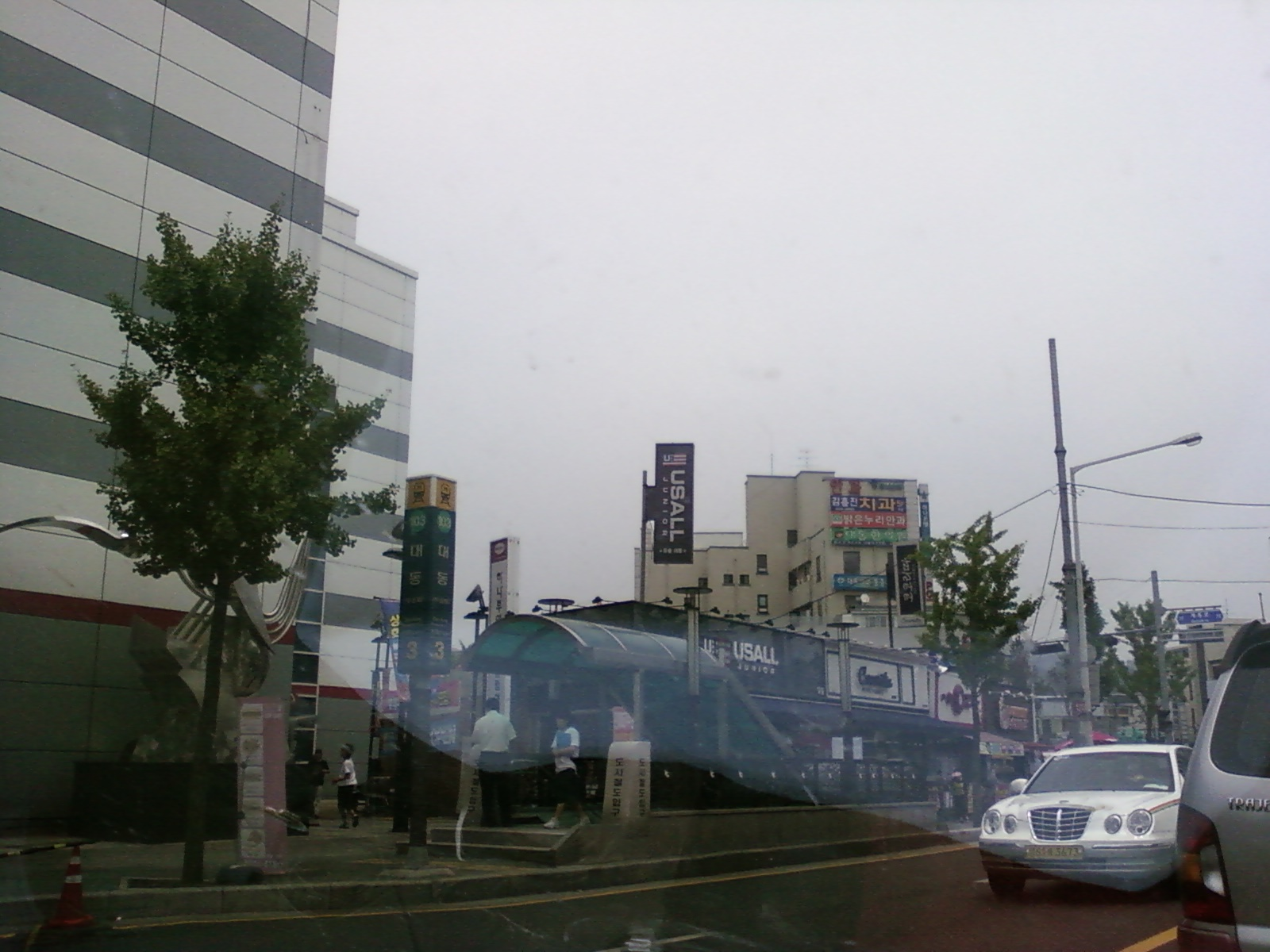
3번 출입구 모습

## 인접한 역
| 대전 도시철도 1호선 | 대전 도시철도 1호선   | 대전 도시철도 1호선  |
| ------------------- | --------------------- | -------------------- |
| 102 신흥 판암 방면  | ● 대전 도시철도 1호선 | 104 대전역 반석 방면 |